# Provincia de Sankuru
Sankuru es una de las veintiséis provincias de la República Democrática del Congo, creada de acuerdo con la Constitución de 2005.

## Administración
La capital de la provincia es Lusambo.
Mientras que los territorios de Sankuru están gobernados por Administradores Territoriales y su concejo, las ciudades de Sankuru están gobernadas por Alcaldes. Los municipios o colectividades siempre tienen alcaldes con consejo y las aldeas se rigen principalmente por reinos tradicionales según el legado de sucesión. La provincia ahora se divide en 6 territorios:
- Katako-Kombe
- Kole
- Lodja
- Lomela
- Lubefu
- Lusambo

## Historia
Sankuru se administró como una provincia desde 1962 hasta 1966. Sin embargo, desde 1966 hasta 2015, Sankuru se administró como un distrito de la provincia de Kasai Oriental.